# Anversois
L’anversois (Antwerps en néerlandais, Aentwaerps ou Antwaarps en anversois) est le dialecte brabançon parlé à Anvers.